# 刘丽岩
刘丽岩（1971年2月—），吉林省吉林市人，汉族，中国共产党党员。吉林市公交车驾驶员，第十三届全国人民代表大会吉林地区代表。

## 生平
2018年2月24日，当选为第十三届全国人大代表。